# Johann Philipp Palthen

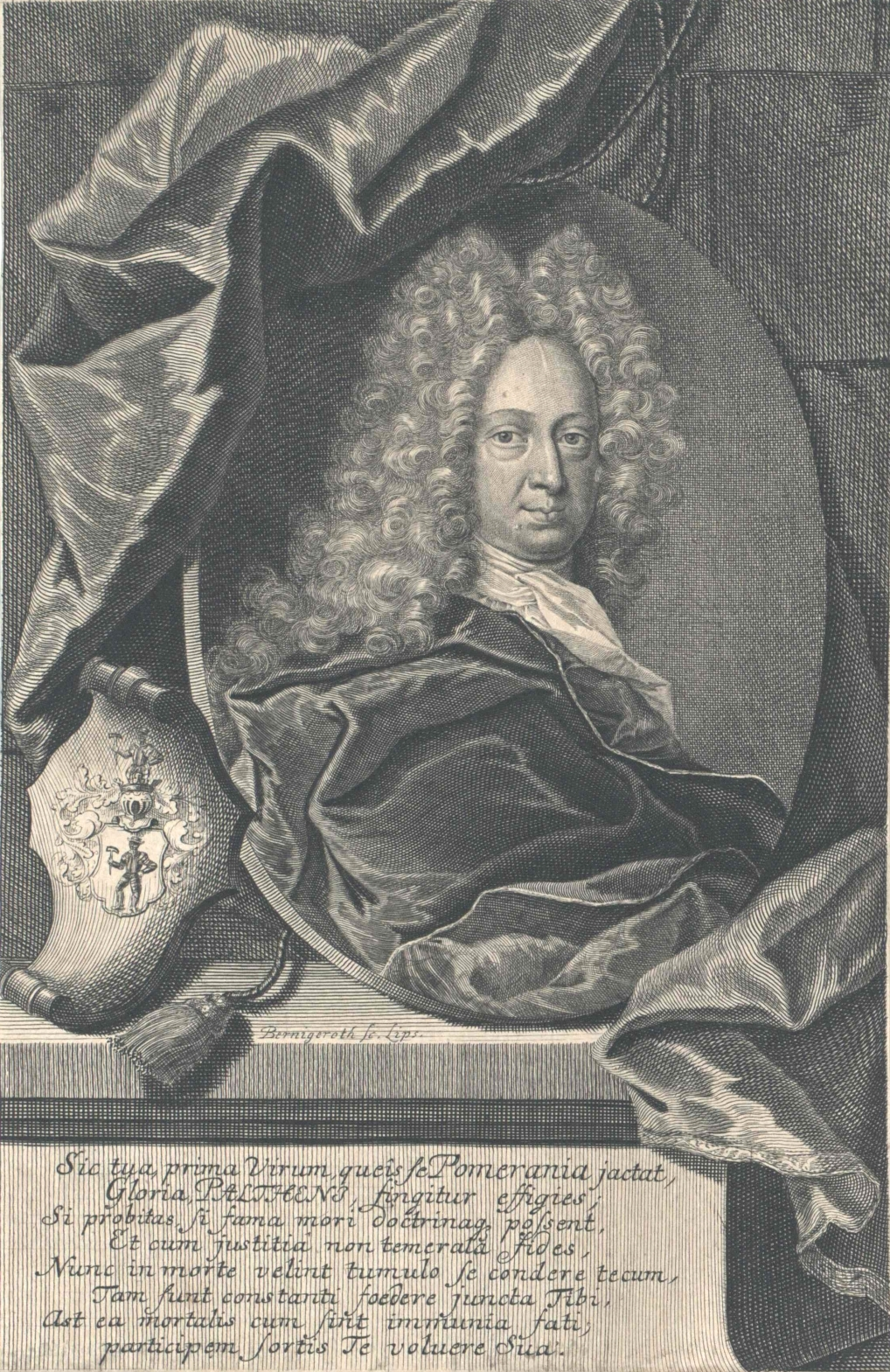
Johann Philipp Palthen, Stich von Bernigeroth

Johann Philipp Palthen (* 26. Juni 1672 in Wolgast; † 26. Mai 1710 in Greifswald) war ein deutscher Historiker und Sprachforscher.

## Leben
Der Sohn des Hofgerichtssekretärs Johann Palthen († 1708) und dessen Frau Dorothea, Tochter des Wolgaster Ratsherrn Michael Hoppe, besuchte die Greifswalder Stadtschule und die Universität Greifswald. Gefördert wurde er nach Abschluss des Studiums vom Generalsuperintendenten von Schwedisch-Pommern, Johann Friedrich Mayer, bei dem er als Hauslehrer und Bibliothekar in Hamburg tätig war und der mit ihm eine Reise in die Niederlande, Dänemark und Schweden unternahm, sowie durch Samuel von Pufendorf, dessen Frau Katharina Elisabeth († 1713) mit der Familie Palthen verwandt war. Pufendorf konnte den Generalgouverneur von Schwedisch-Pommern, Nils Bielke, durch seine Empfehlung dazu bewegen, 1694 den erst 22-jährigen Palthen zum Professor der Mathematik und Moral an der Universität Greifswald zu ernennen.
Von 1697 bis 1698 begleitete er die Söhne Bielkes auf einer Reise nach Frankreich und England. In Paris befasste er sich mit den Werken von Jean Mabillon, Étienne Baluze, Jean Hardouin, Louis Du Four und Pierre Daniel Huet, die er zum Teil persönlich kennenlernte. Möglicherweise regte ihn Du Fours, Abt von Longuerue, zu Studien über Tatian an.
1699 kehrte Palthen nach Greifswald zurück, wo er die Professur für Geschichte erhielt. Nachdem sein Förderer Johann Friedrich Mayer, mit dem er seit 1694 in fortgesetztem Briefwechsel stand, 1701 Generalsuperintendent von Schwedisch-Pommern und Ordinarius der Theologischen Fakultät in Greifswald geworden war, konnte er dessen umfangreiche Bibliothek für seine Studien nutzen. Palthen plante 1704 die Gründung einer Gelehrtengesellschaft, die aber wegen Streitigkeiten zwischen den Vertretern der Pietismus und der lutherischen Orthodoxie an der Hochschule nicht zustande kam. 1708 war er Rektor der Greifswalder Universität.
Während seines Aufenthaltes in Oxford 1698 hatte er eine Abschrift der Tatianischen Evangelienharmonie nach einem Manuskript der althochdeutschen Übersetzung des Franciscus Junius erlangt. Er konnte den Regierungsrat Magnus von Lagerström zur finanziellen Unterstützung des 1706 in Greifswald erfolgten Drucks der Schrift gewinnen. Neben seiner Vorlesungstätigkeit widmete er sich historischen Studien, der allgemeinen und der deutschen Geschichte, dem Natur- und Staatsrecht sowie den Schriften des Hugo Grotius. Mehrere Urkunden- und Regestenbücher waren das Ergebnis seiner Studien in pommerschen Archiven.
Die Juristen Jakob und Samuel Palthen waren seine Brüder.

## Schriften (Auswahl)
- Historia ecclesiae collegiatae sancti Nicolai Gryphiswaldensis. Greifswald 1704.
- Tatiani Alexandrini Harmoniae evangelicae antiquissima versio theotisca. Greifswald 1706.
- Unvorgreiffliche Gedancken eines schwedischen Unterthanen über das jüngst heraus gegebene Dänische Manifest, so hiebey mit angedruckt. Greifswald 1710.